# Doutrina Johnson

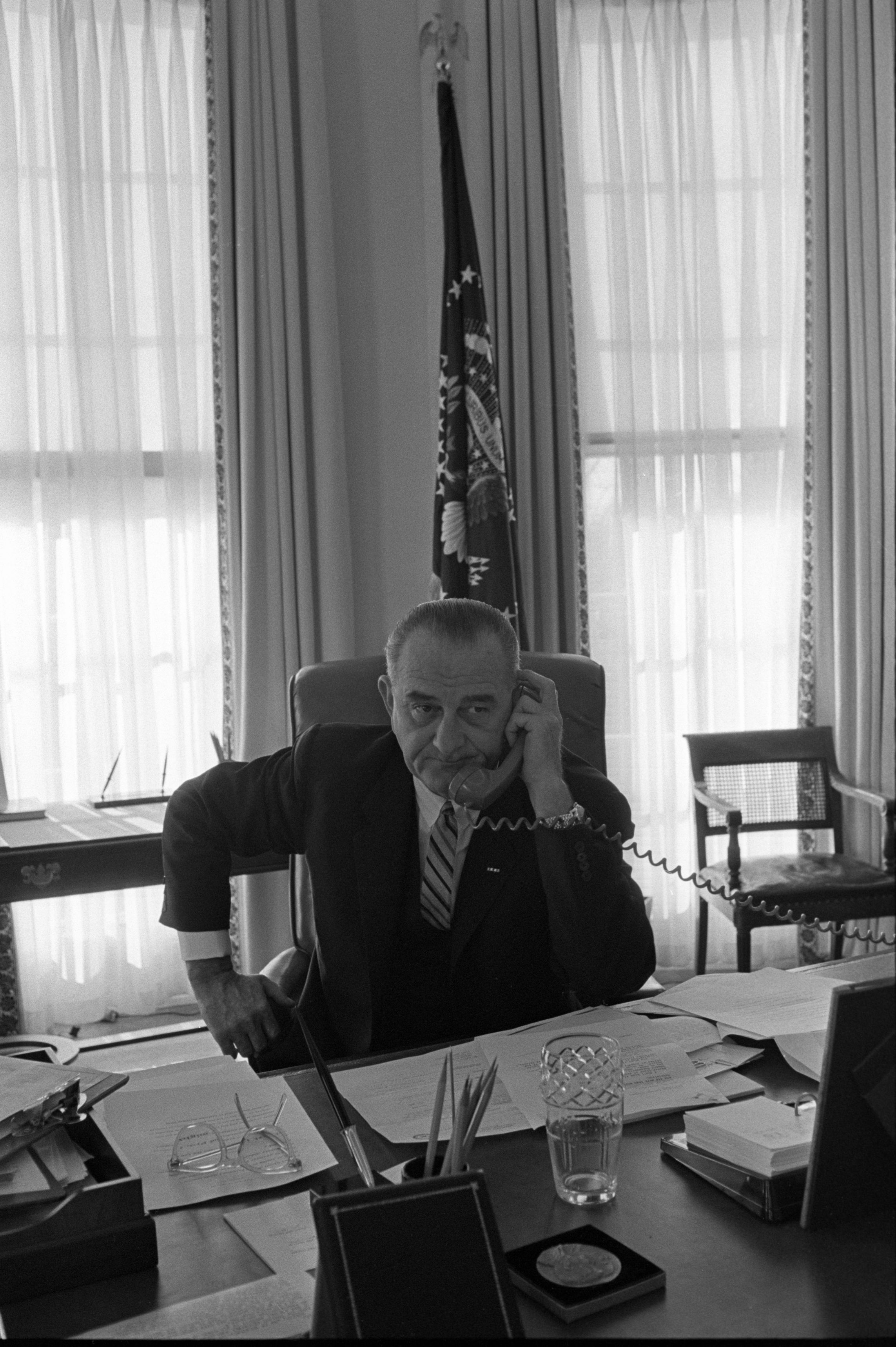
Lyndon Johnson, o 36º presidente dos Estados Unidos.

A doutrina Johnson estabelece que uma revolução no hemisfério ocidental deixaria de ser considerada uma questão local quando tivesse por objeto «o estabelecimento de uma ditadura comunista.
Esta doutrina foi enunciada pelo presidente dos Estados Unidos Lyndon B. Johnson após a ocupação norte-americana da República Dominicana em 1965.
É considerada uma extensão da doutrina Eisenhower e da doutrina Kennedy.